# IC 1149
IC 1149 ist eine Spiralgalaxie vom Hubble-Typ Sbc im Sternbild Schlange nördlich des Himmelsäquators, die schätzungsweise 213 Millionen Lichtjahre von der Milchstraße entfernt ist.
Das Objekt wurde am 16. Juni 1892 von Lewis Swift entdeckt.